# Stazione di Lesegno
Stazione di Lesegno vasútállomás Olaszországban, Lesegno településen.

## Vasútvonalak
Az állomást az alábbi vasútvonalak érintik:
- Torino-Fossano-Savona-vasútvonal

## Kapcsolódó állomások
A vasútállomáshoz az alábbi állomások vannak a legközelebb:
- Stazione di Ceva
- Stazione di Vicoforte-San Michele